# Optivus agastos
Optivus agastos is een straalvinnige vissensoort uit de familie van de zaagbuikvissen (Trachichthyidae). De wetenschappelijke naam van de soort is voor het eerst geldig gepubliceerd in 2004 door Gomon.